# Lily Pond
Pour les articles homonymes, voir LilyPond et Pond (homonymie).
Le Lily Pond est un étang américain dans le comté de Shasta, en Californie. Il est situé à 1 819 mètres d'altitude au sein du parc national volcanique de Lassen.